# 塔什基
50°15′4″N 26°53′49″E / 50.25111°N 26.89694°E
塔什基（烏克蘭語：Ташки），是烏克蘭西部的村莊，隸屬赫梅利尼茨基州的舍佩蒂夫卡區。該村始建於1620年，面積0.65平方公里，海拔高度213米，2001年人口231。